# Eocentrocorynus
Eocentrocorynus es un género de coleóptero de la familia Attelabidae.

## Especies
Las especies de este género son:
- Eocentrocorynus adentipes
- Eocentrocorynus aemulus
- Eocentrocorynus birmanicus
- Eocentrocorynus breviclavus
- Eocentrocorynus excisus
- Eocentrocorynus flavotorosus
- Eocentrocorynus fusculus
  - Eocentrocorynus fusculus fusculus
  - Eocentrocorynus fusculus yunnanicus
- Eocentrocorynus nigriclavus
- Eocentrocorynus pokharensis
- Eocentrocorynus gracilicornis
- Eocentrocorynus medvedevi
- Eocentrocorynus antennalis
- Eocentrocorynus huangi
- Eocentrocorynus prianganicus
- Eocentrocorynus ruficlavis
- Eocentrocorynus sichuanensis